# Шпайерская протестация
Шпа́йерская протеста́ция (нем. Protestation zu Speyer), Протестация — торжественный протест, поданный 19 апреля 1529 года  шестью имперскими князьями и четырнадцатью свободными городами Священной Римской империи на рейхстаге в Шпайере против решения большинства членов рейхстага возобновить действие Вормсского эдикта и преследование лютеран. 
Второй сейм Германо-римской империи был открыт 15 марта 1529 года, в городе Шпайер, на нём католическая партия провела постановление сейма о том, что Вормский эдикт, 1495 года, должен быть исполнен, «новизна» (die Neuerung) отменена и месса восстановлена. 19 и 20 апреля 1529 года евангелические чины подали королю Фердинанду, заместителю императора, торжественный протест. Отсюда пошло название приверженцев нового учения протестантами, и по названию данного документа сторонники Реформации получили впоследствии название протестантов, а совокупность возникших в результате Реформации некатолических конфессий — протестантизм.
Протестацию подписали следующие имперские князья и имперские города:
1. Иоганн Твёрдый, курфюрст Саксонии;
2. Георг, маркграф Бранденбург-Ансбах;
3. Эрнст, герцог Брауншвейг-Люнебург;
4. Франц, герцог Брауншвейг-Люнебург;
5. Филипп, ландграф Гессена;
6. Вольфганг, князь Ангальта;
7. Страсбург;
8. Аугсбург;
9. Ульм;
10. Констанц;
11. Линдау;
12. Мемминген;
13. Кемптен;
14. Нёрдлинген;
15. Хайльбронн;
16. Ройтлинген;
17. Исни;
18. Санкт-Галлен;
19. Вайсенбург;
20. Виндсхайм.